# Robert Morey
Robert Willis Morey Jr., Jack Morey (Cleveland, Ohio, 1936. augusztus 23. – 2019. január 18.) olimpiai bajnok amerikai evezős.
Az 1956-os melbourne-i olimpián aranyérmet szerzett társaival nyolcpárevezős versenyszámban.